# Licet de vitanda

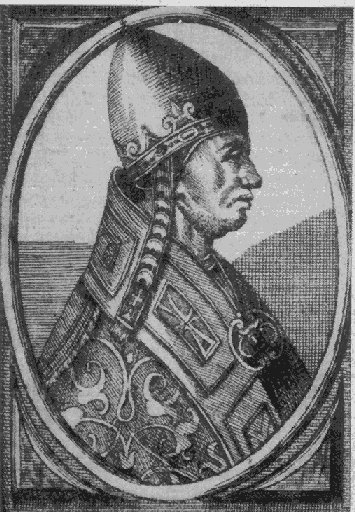
Paus Alexander III

Licet de vitanda was een apostolische constitutie, uitgevaardigd door paus Alexander III op 19 maart 1179, waarin de verkiezing van een nieuwe paus centraal stond.
Alexander III bevestigde, dat elke kandidaat tijdens de verkiezing, die minimaal de tweederdemeerderheid van de kiesgerechtigde kardinalen ontving, automatisch de nieuwe paus werd. Kandidaten die de titel opeisten zonder de instemming van die tweederdemeerderheid werden automatisch geëxcommuniceerd en het recht op het ontvangen van de Eucharistie en het Viaticum –de laatste communie voor iemand in levensgevaar –ontzegd.
De paus maakte duidelijk, dat dergelijke maatregelen nodig waren, omdat in het geval van een pauselijke benoeming het niet mogelijk was de uiteindelijke beslissingsbevoegdheid te verleggen naar een hogere autoriteit: die ontbrak immers.

## Context
Licet de vitanda is een van de documenten, waarin vastgelegd werd hoe een toekomstige pauskeuze tot stand moest komen. Paus Nicolaas II had in 1059 al met zijn bul In Nomine Domini de basis gelegd, waarbij hij het kiesrecht voor een nieuwe paus bij de kardinaal-bisschoppen had gelegd en de invloed van wereldlijke leiders beperkt had.
De constitutie was tevens een reactie op de grote onrust die ontstaan was inzake pauselijke benoemingen. Adrianus III, die in 1159 gekozen was, kende gedurende zijn pontificaat vier tegenpausen -Victor IV, Paschalis III, Calixtus III en Innocentius III-, die de wettigheid van Adrianus’ benoeming betwistten.
Overigens verscheen de constitutie Licet de vitanda in een tijd, waarin er nog geen sprake was van een conclaaf, een verkiezing achter gesloten deuren. Het begrip conclaaf zou voor het eerst gebruikt zijn tijdens de pausverkiezing van 1268-1271 en de bepalingen omtrent het conclaaf door de daaruit gekozen paus Gregorius X vastgelegd worden in de apostolische constitutie Ubi Periculum (1274).
Van meer recente datum inzake de pausverkiezing (conclaaf) zijn de documenten
- Universi Dominici Gregis – apostolisch constitutie van paus Johannes Paulus II
- De Aliquibus Mutationibus in Normis de Electione Romani Pontificis – motu proprio van paus Benedictus XVI